# Koenigia islandica
Koenigia islandica — вид трав'янистих рослин родини гречкові (Polygonaceae); поширений у північних і альпійських областях північної півкулі, а також на півдні Чилі й Аргентини.

## Опис
Невеликі трав'янисті рослини (0.5)1–8(20) см заввишки зі стрункими стрижневими коренями. Стебла голі, часто червонуваті, розгалужені або прості, вкорінюються від проксимальних вузлів. Листки супротивні; ніжка листка (0.1)2–10 мм; листова пластина 1–6.5 × 1–5 мм, основи від звужених до усічених, вершини від тупих до гострих, голі. Суцвіття малоквіткові, щільні складні парасольки, оточені приквітками. Квітки радіально-симетрична, двостатеві. Плід — трикутний горіх, ≈ 1 × 0.5 мм, гострий, чорний.

## Розмноження
Рослина розмножується насінням; вегетативне розмноження відсутнє. Очевидно, що рослина самозапилюється. Плоди поширюються поверхнею води і птахами.

## Поширення
Північна Європа; північна й центральна Азія; Північна Америка (Гренландія, Канада, США); Південна Америка (Аргентина, Чилі).
Населяє арктичну тундру й альпійські луки з постійно вологим гравієм, особливо поблизу річок, ставків і озер.